# Сталь-сріблянка
Сталь-срібля́нка або срібля́нка — шліфована, іноді полірована пруткова сталь різних марок.
Сріблянка, як один з видів пруткової каліброваної сталі і характеризується чистою, гладкою та світлою поверхнею, має круглий переріз діаметром 0,2…50 мм виконаний з високою точністю. Довжина прутків буває, залежно від діаметра в межах від 0,7 м до 4 м.
Прутки сріблянки виготовляються у наступних довжинах:
- діаметром 0,2…0,6мм — від 0,7 до 1 м;
- діаметром 0,6…2мм — від 1 до 1,5 м;
- діаметром 2…3мм — від 1,5 до 2 м;
- діаметром 3…9мм — від 1,9 до 3,5 м;
- діаметром понад 9 мм — від 1,9 до 4 м.

Ефект сріблянки утворюється на поверхні пруткової якісної сталі шляхом механічного (шліфування, полірування) видалення поверхневого шару. Сталь з ефектом сріблянки може бути наклепаною (нагартованою) або термообробленою.
У вигляді сріблянки зазвичай випускається інструментальна вуглецева сталь (наприклад, марки У8), інструментальна легована сталь (наприклад, 20Х), ресорно-пружинна сталь, а також легована конструкційна сталь окремих марок.
Сріблянка застосовується переважно для виготовлення штифтів, осей, пружин без механічного оброблення її поверхні а також, різального інструменту (наприклад: свердл, мітчиків тощо).
Виготовляється така сталь відповідно ГОСТ 14955-77.